# Charles-Augustin de Coulomb
Charles-Augustin de Coulomb (/ˈkuːlɒm, -loʊm, kuːˈlɒm, -ˈloʊm/; tiếng Pháp: [kulɔ̃]; 14 tháng 6 năm 1736 – 23 tháng 8 năm 1806) là một sĩ quan, kỹ sư và nhà vật lý người Pháp. Ông nổi tiếng với định luật Coulomb, mô tả sự phụ thuộc của lực tương tác giữa các điện tích điểm (gọi tắt là lực tĩnh điện) vào khoảng cách giữa chúng. Ngoài ra, ông cũng đã có những nghiên cứu quan trọng về lực ma sát.
Vào năm 1880, để vinh danh, tên của ông được đặt cho đơn vị SI đo điện tích, Coulomb.

## Tiểu sử
Charles-Augustin de Coulomb sinh ra tại Angoulême, quận Angoumois, Pháp. Cha của ông, là Henry Coulomb, là một Thanh tra Hoàng gia của lãnh địa nhà Montpellier. Mẹ của ông, Catherine Bajet, xuất thân từ một gia đình giàu có trong việc buôn bán len. Khi Coulomb còn nhỏ, gia đình chuyển đến Paris và Coulomb theo học tại trường Collège Mazarin. Các khóa học về toán cậu nghiên cứu, theo Pierre Charles Monnier, khiến cậu quyết tâm theo đuổi toán học và các đối tượng tương tự như một sự nghiệp. Từ 1757 đến 1759 ông đến gia đình của cha mình ở Montpellier và tham gia công tác của học viện của thành phố, sự chỉ dẫn của nhà toán học Danyzy Augustin. Với sự chấp thuận của cha mình, Coulomb quay trở lại Paris năm 1759, nơi ông đã thành công trong kỳ thi tuyển sinh cho các trường quân sự tại Mézières. Là một nhà vật lý học, ông đã cống hiến những công trình vật lý lớn. Ông mất năm 1806 ở Paris.

### Liên quan đến các thí nghiệm của Coulomb
- Coulomb (1784) "Recherches théoriques et expérimentales sur la force de torsion et sur l'élasticité des fils de metal," Histoire de l’Académie Royale des Sciences
- Coulomb (1785a) "Premier mémoire sur l’électricité et le magnétisme," Histoire de l’Académie Royale des Sciences
- Coulomb (1785b) "Second mémoire sur l’électricité et le magnétisme," Histoire de l’Académie Royale des Sciences
- Coulomb (1785c) "Troisième mémoire sur l’électricité et le magnétisme," Histoire de l’Académie Royale des Sciences
- Coulomb (1786) "Quatrième mémoire sur l’électricité," Histoire de l’Académie Royale des Sciences
- Coulomb (1787) "Cinquième mémoire sur l’électricité," Histoire de l’Académie Royale des Sciences

Coulomb (1788) "Sixième mémoire sur l’électricité," Histoire de l’Académie Royale des Sciences
Coulomb (1789) "Septième mémoire sur l’électricité et le magnétisme," Histoire de l’Académie Royale des Sciences

### Khác
- Charles de Coulomb (tiếng Anh)
- Théorie des machines simples (1821)
- Collection de mémoires relatifs à la physique (1884)
- French National Library The Mémoires of Coulomb available in pdf format.
- Théorie des machines simples (1821)
- Collection de mémoires relatifs à la physique (1884)
- Bài viết này bao gồm văn bản từ một ấn phẩm hiện thời trong phạm vi công cộng: Chisholm, Hugh, biên tập (1911). "Coulomb, Charles Augustin". Encyclopædia Britannica. Quyển 7 (ấn bản thứ 11). Cambridge University Press.
- O'Connor, John J.; Robertson, Edmund F., "Charles-Augustin de Coulomb", Bộ lưu trữ lịch sử toán học MacTutor, Đại học St. Andrews